# Municipio de Bedford (Misuri)
El municipio de Bedford (en inglés: Bedford Township) era un municipio en el condado de Lincoln, en el Estado estadounidense de Misuri.

## Demografía
Según el censo de 2010, había 12 599 personas residiendo en el municipio de Bedford. La densidad de población era de 115.2 hab./km². De los 12 599 habitantes, el municipio de Bedford estaba compuesto por el 92.54 % blancos, el 3.32 % eran afroamericanos, el 0.37 % eran amerindios, el 0.55 % eran asiáticos, el 0.04 % eran isleños del Pacífico, el 0.83 % eran de otras razas y el 2.36 % pertenecían a dos o más razas. Del total de la población el 2.86 % eran hispanos o latinos de cualquier raza.